# 云南谷精草
云南谷精草（学名：Eriocaulon brownianum）为谷精草科谷精草属下的一个种，产自中国湖南莽山、广东和云南，及印度和斯里兰卡。长于海拔1000—1500米的向阳沼泽地。
该种曾被错误分出一个新种（E. yunnanense），《中国植物志》对该种予以否定。